# Arch A. Moore
Arch Alfred Moore, Jr., född 16 april 1923 i Moundsville, West Virginia, död 7 januari 2015 i Charleston, West Virginia, var en amerikansk republikansk politiker. Han representerade West Virginias första distrikt i USA:s representanthus 1957-1969. Han var guvernör i West Virginia 1969-1977 och 1985-1989.
Moore deltog i andra världskriget i USA:s armé. Han sårades i kriget. Han avlade 1948 sin grundexamen och 1951 juristexamen vid West Virginia University.
Moore utmanade kongressledamoten Bob Mollohan i kongressvalet 1954 men förlorade valet. Mollohan kandiderade 1956 inte till omval utan förlorade guvernörsvalet mot Cecil H. Underwood. Moore vann kongressvalet knappt och efterträdde Mollohan som kongressledamot 3 januari 1957. Moore omvaldes fem gånger. Han vann sedan guvernörsvalet 1968.
Jay Rockefeller utmanade Moore i guvernörsvalet 1972 utan framgång. Moore kunde sedan inte kandidera för en tredje mandatperiod som guvernör i rad. Han efterträddes 1977 som guvernör av demokraten Rockefeller.
Moore utmanade sittande senatorn Jennings Randolph i senatsvalet 1978. Randolph fick starkt stöd från Rockefeller och lyckades vinna valet. Randolph hade fem gånger så mycket pengar till sitt förfogande som Moore.
Moore utmanade Rockefeller i guvernörsvalet 1980. Rockefeller vann och spenderade 20 gånger så mycket pengar som Moore. Fyra år senare kandiderade den avgående guvernören Rockefeller framgångsrikt till senaten och Moore vann guvernörsvalet med bred marginal.
Moores tredje mandatperiod som guvernör skuggades av korruptionsanklagelser. Korruptionsskandalen försvagade hans ställning inför guvernösvalet 1988. Moore bestämde sig för att kandidera till omval men förlorade mot Gaston Caperton. Moore dömdes 1990 till ett femårigt fängelsestraff. Han avtjänade nästan tre år av straffet i ett federalt fängelse och ytterligare fyra månader i husarrest.
Moores dotter Shelley Moore Capito representerar West Virginias 2:a distrikt i representanthuset sedan 2001.